# Каролінський замок

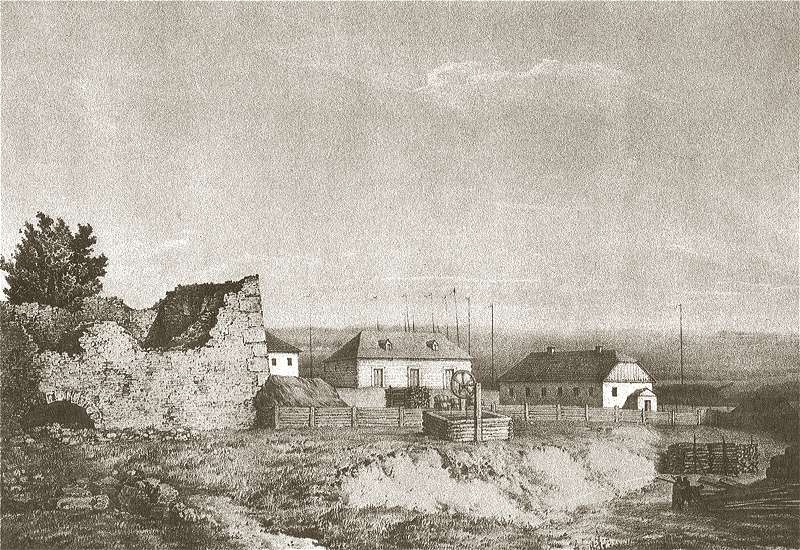
Руїни бастіону Каролінського замку на картині Н. Орда

Каролінський замок розташовувався в передмісті Пінська Кароліна.

## Історія
Заснований маршалком великого князем Литви Яном Каролем Дольським, який у 1690 році отримав від сейму землі під Пінськом. Там вони збудували передмістя Кароліни, замок, який виконував як військові, так і представницькі функції, а навпроти нього — Костел святого Карла Барамеуша.
Після смерті Я. К. Дольського замок успадкували князі Вишневецькі. Замок був зруйнований у 1706 р. військами шведського короля Карла XII. До початку XX ст. збереглися руїни замку. Донині існує підземний хід, яким може дійти до бастіонів.

## Архітектура
Замок був побудований у новоіталійській фортифікаційній системі, прямокутний у плані, мав розміри 76 м на 38 м на 46 м на 76 м. Два південні бастіони виходили на річку Прип'ять і були невеликими. Перед замком стояв рів завширшки до 9 м із підйомним мостом. На дитинці стояв палац власника замку.